# IC 2134
IC 2134 ist ein Kugelsternhaufen im Sternbild Tafelberg. Das Objekt wurde am 18. Dezember 1900 von DeLisle Stewart entdeckt.